# Dentalium strigatum
Dentalium strigatum är en blötdjursart som beskrevs av Gould 1859. Dentalium strigatum ingår i släktet Dentalium och familjen Dentaliidae. Inga underarter finns listade i Catalogue of Life.